# 日仏情報学連携研究拠点
日仏情報学連携研究拠点（にちふつじょうほうがくれんけいけんきゅうきょてん）は、日本とフランスの大学が共同で実施する研究組織。 略称はJFLI。

## 概要
大学共同利用機関法人国立情報学研究所が設置した情報学分野における国際連携研究拠点。CNRS をはじめ INRIA（フランス国立情報学自動制御研究所）他の有力研究所・大学と覚書（MOU: Memorandum of Understanding）を締結し、これらの活動をより広く発展させるために、フランスとの間で情報学分野での連携拠点を構築することがCNRS側より提案され、研究課題上密接な関係のある5機関の間で締結された。

## 協定機関
- 国立情報学研究所
- 慶應義塾大学
- 東京大学
- CNRS（フランス国立科学研究センター）
- UPMC（ピエール＆マリー・キュリー大学）